# Plan E (spoorwegrijtuig)

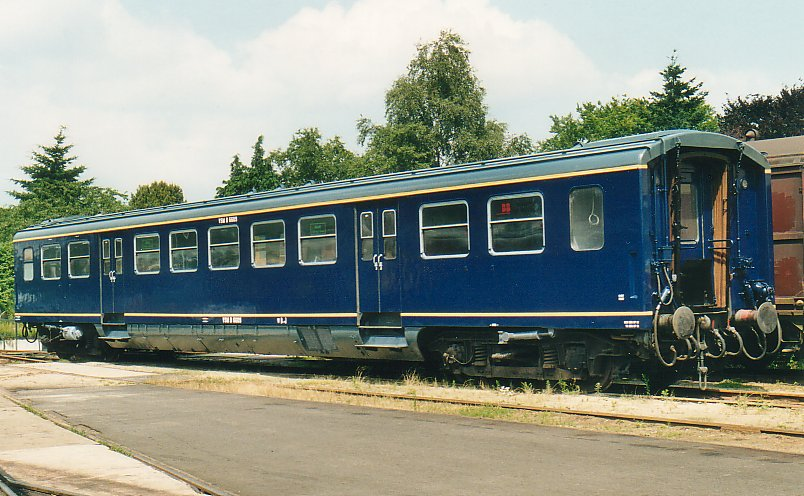
Plan E-rijtuig B 6609 bij de Veluwsche Stoomtrein Maatschappij te Beekbergen.

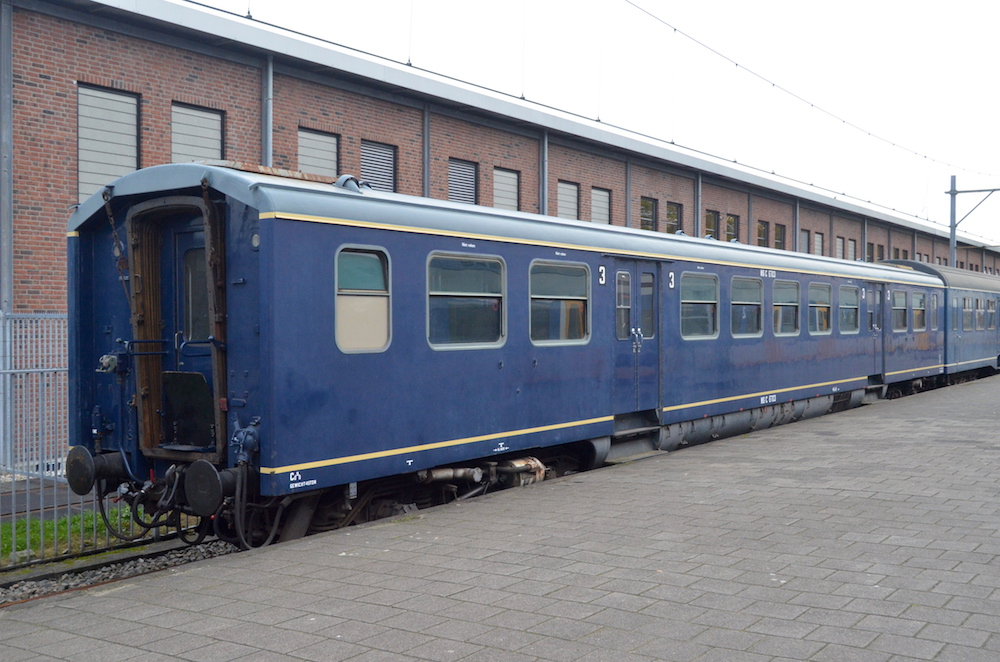
Plan E-rijtuig NS C 6703 van het Spoorwegmuseum.

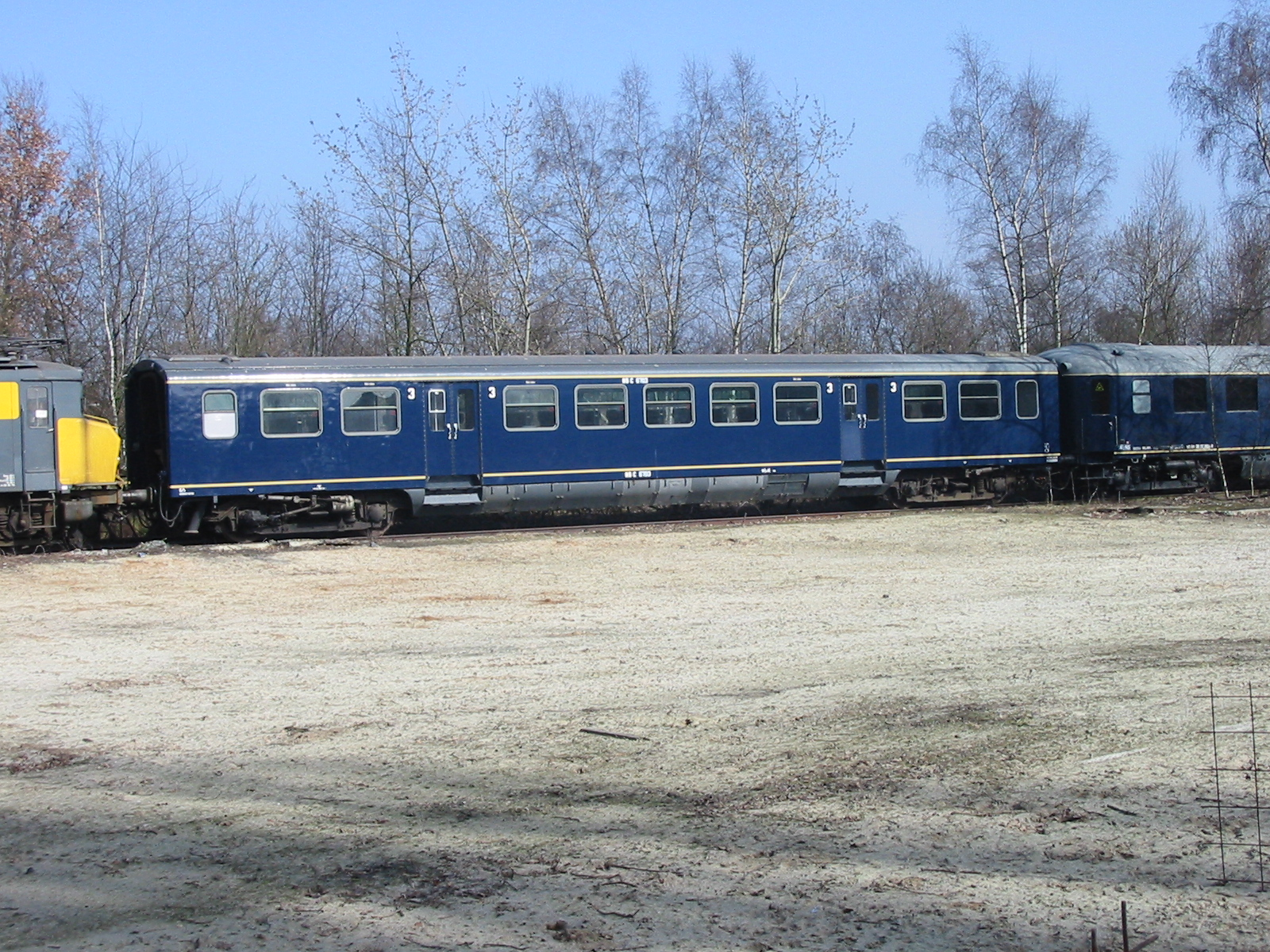
Plan E-rijtuig C 6703 van het Spoorwegmuseum.

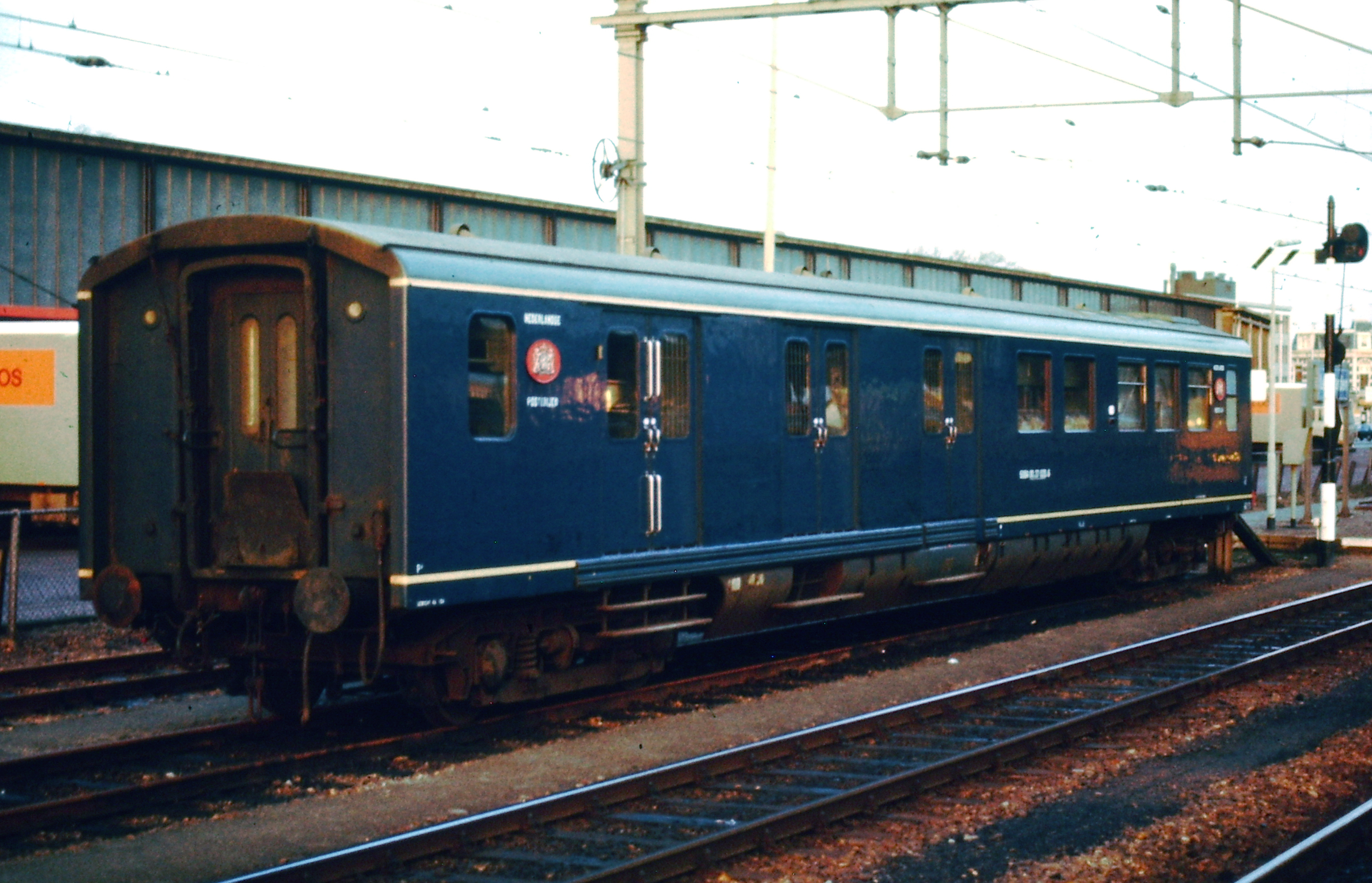
Postrijtuig P 7928 te Leeuwarden.

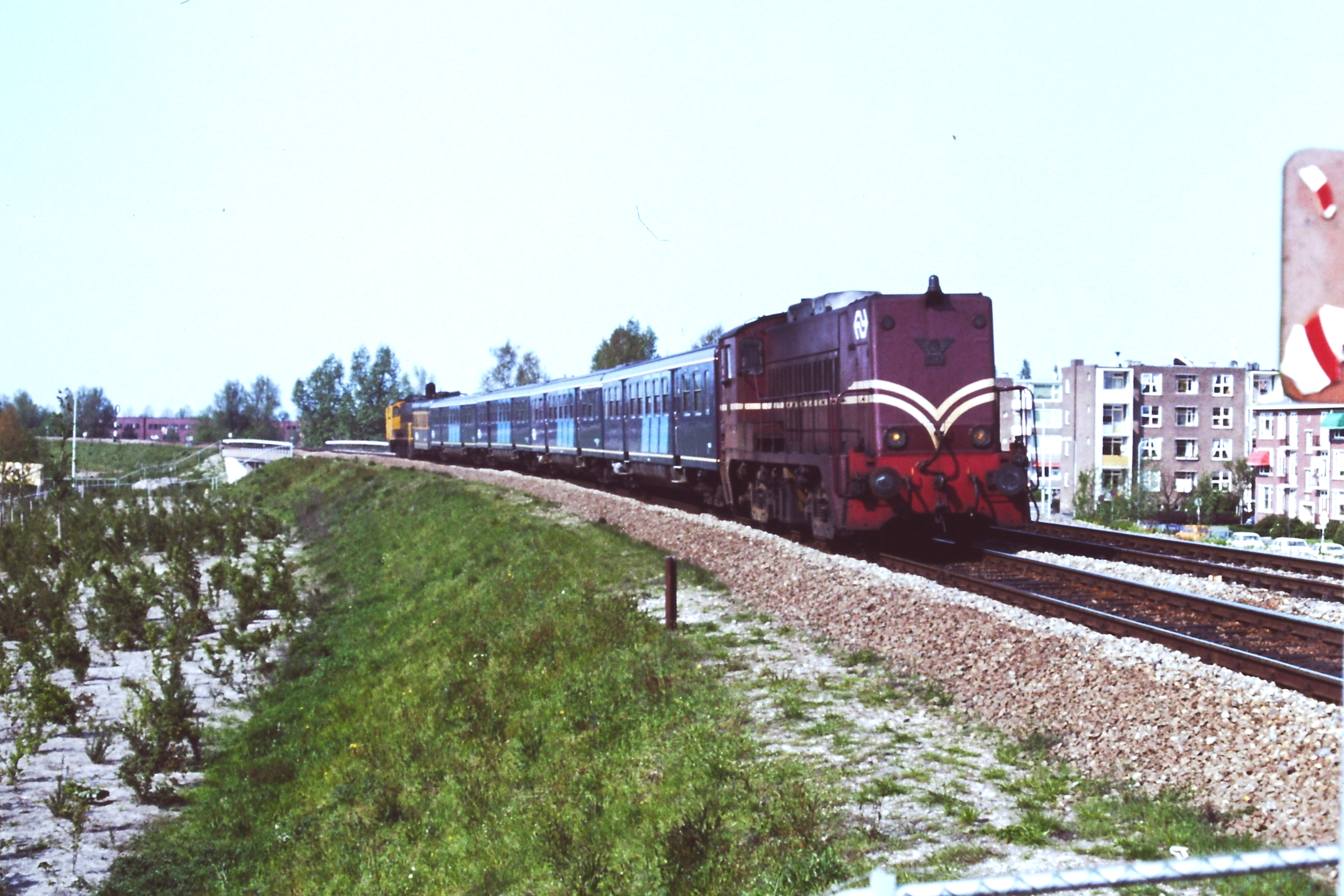
Een 'Klompentrein' bestaande uit vier Plan E-rijtuigen, een energiewagen en twee locs serie 2200, te Groningen Noord; 1976.

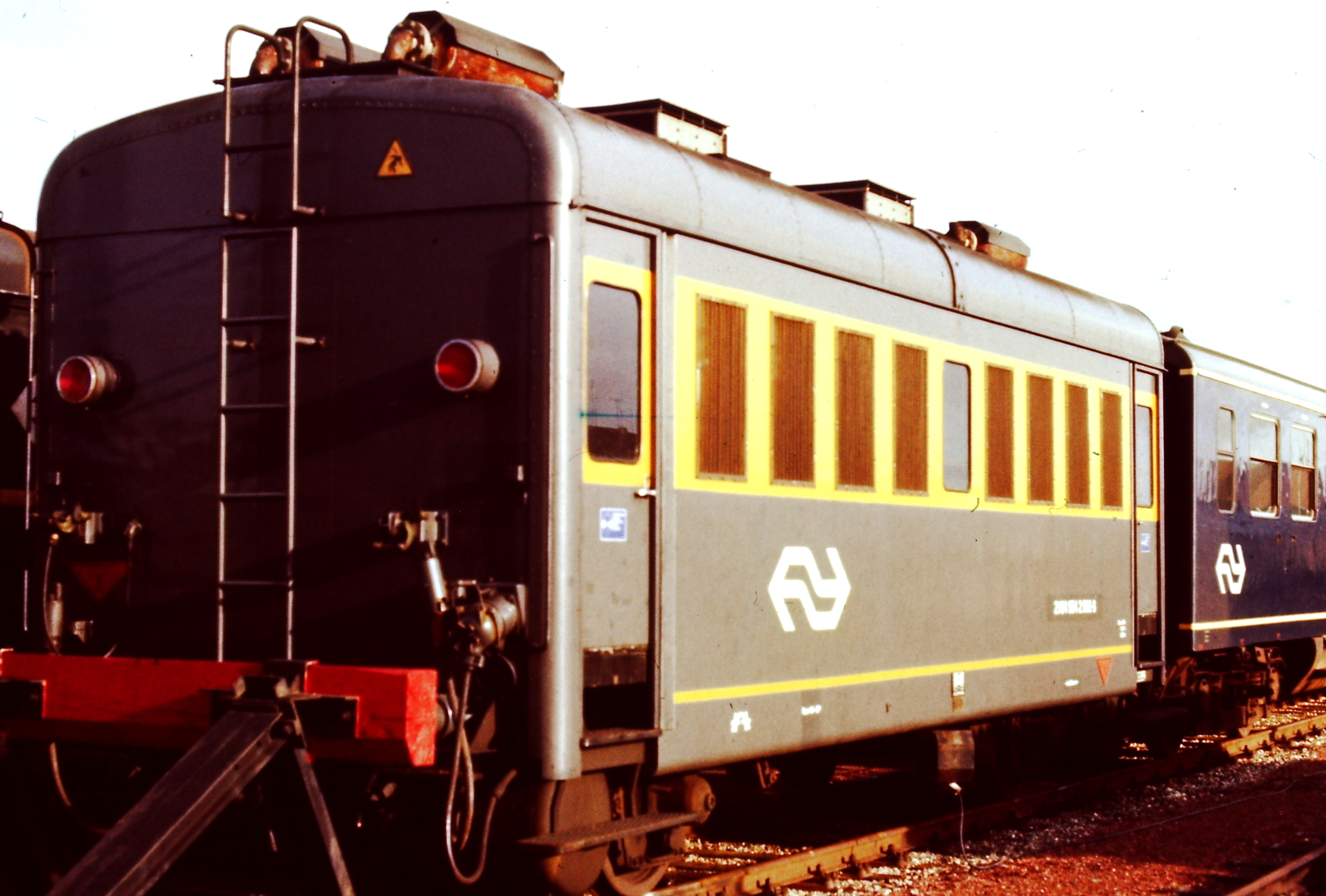
NS energiewagen voor gebruik in dieseltreinen.

Plan E is een serie van 196 stalen rijtuigen voor getrokken treinen voor de lange afstand, in 1954 door de NS bij Werkspoor en Beijnes besteld, ter vervanging van houten rijtuigen in de binnenlandse dienst.
Deze serie bestond uit:
- 46 rijtuigen tweede klasse: B 6501-6546
- 114 rijtuigen derde klasse: C 6601-6714
- 26 rijtuigen derde klasse met keuken en bagageafdeling: CKD 6901-6926
- 10 postrijtuigen: P 7921-7930

## Geschiedenis
De Plan E rijtuigen kwamen vanaf 1955 in dienst uitgevoerd in blauw (Pruisisch blauw), afgezet met zandgele biezen.
In 1958 werden dertien postrijtuigen Plan L afgeleverd, grotendeels gelijk aan de postrijtuigen Plan E.
Met de klassenherwaardering werd de tweede klasse in 1956 opgewaardeerd tot eerste klasse en de derde tot tweede. De typeaanduiding veranderde dan ook in A, B en BKD.
Begin jaren zestig werden drie coupés van de BKD vervangen door een open afdeling met tafels. De resterende ruimte werd bij de keuken getrokken en de rijtuigen werden omgedoopt tot restauratierijtuig met bagageafdeling: RD 6951-6976. De rijtuigen zijn in tegenstelling tot de "Hondekoppen" nooit voorzien van een centrale deursluiting, zodat de conducteurs de deuren handmatig moesten sluiten.

### Inzet
De rijtuigen Plan E hebben tot de komst van de intercityrijtuigen begin jaren tachtig voor een groot deel gereden op de dienst tussen Zandvoort aan Zee en Maastricht / Heerlen. Deze treinen bestonden uit een groot aantal rijtuigen meestal met als trekkracht een locomotief uit de serie 1200. Daarnaast kwamen ze voor op onder meer de verbinding van Amsterdam naar Enschede.
Na de komst van de intercityrijtuigen op de verbinding naar Limburg schoof het restant door naar de IJssellijn Zwolle – Roosendaal – Vlissingen ter vervanging van het nog oudere mat '46. Omdat de stammen hier korter waren dan de treinen naar Limburg was de trekkracht meestal een locomotief uit de serie 1100.

#### Diesellijnen
In de jaren zeventig ontstond als gevolg van de uitbreiding van de dienstregeling een materieeltekort op de dieselspoorlijnen. Om dit op te vangen werden enkele tweedeklasrijtuigen Plan E verbouwd voor inzet op dieselbaanvakken. Vanwege de relatief korte treinen die hiermee geformeerd werden, werden in plaats van de inzet van een rijtuig eerste klas enkele tweedeklasrijtuigen voorzien van een kleine eersteklas-afdeling. Zo ontstonden de AB-rijtuigen.
Voor gebruik in de winter werden in 1970-1971 door de Franse firma Soulé zeven energiewagens (generatorwagens) op onderstellen van goederenwagens gebouwd. De energiewagens waren voorzien van twee luchtgekoelde dieselmotoren. Aan beide zijden van deze treinen bevond zich een dieselelektrische locomotief van de serie 2200 die door middel van stuurstroomkabels met elkaar verbonden waren. Al deze rijtuigen waren voorzien van stekkerdozen om deze kabels aan te kunnen sluiten. Zo ontstond een trek-duwtrein, die redelijk snel kon optrekken tot de maximumsnelheid van 100 km/h.

### Buitendienststelling
De laatste rijtuigen voor de reizigersdienst werden in 1988 buiten dienst gesteld. Ze bezaten nog de oorspronkelijke kleur, in de jaren zeventig slechts aangevuld met lichtblauwe reclamebanen. Een groot deel van de rijtuigen werd gesloopt bij Pametex in Den Haag. In 1989 deed een stam rijtuigen nog dienst in het kader van het jubileum vanwege 150 jaar spoorwegen dienst bij stoomtreinritten door Nederland.

### Hergebruik
Enkele RD-rijtuigen zijn ontdaan van hun gehele interieur en voorzien van fietsenrekken. Zij hebben tot 2004 in de zomermaanden dienstgedaan als rijtuigen voor fietsvervoer (type Df) in de treinen tussen Haarlem en Maastricht, alsmede station Heerlen.
Twee rijtuigen zijn verbouwd tot verblijfsrijtuig voor de ongevallentreinen van Utrecht en Eindhoven.

## Interieurfoto's

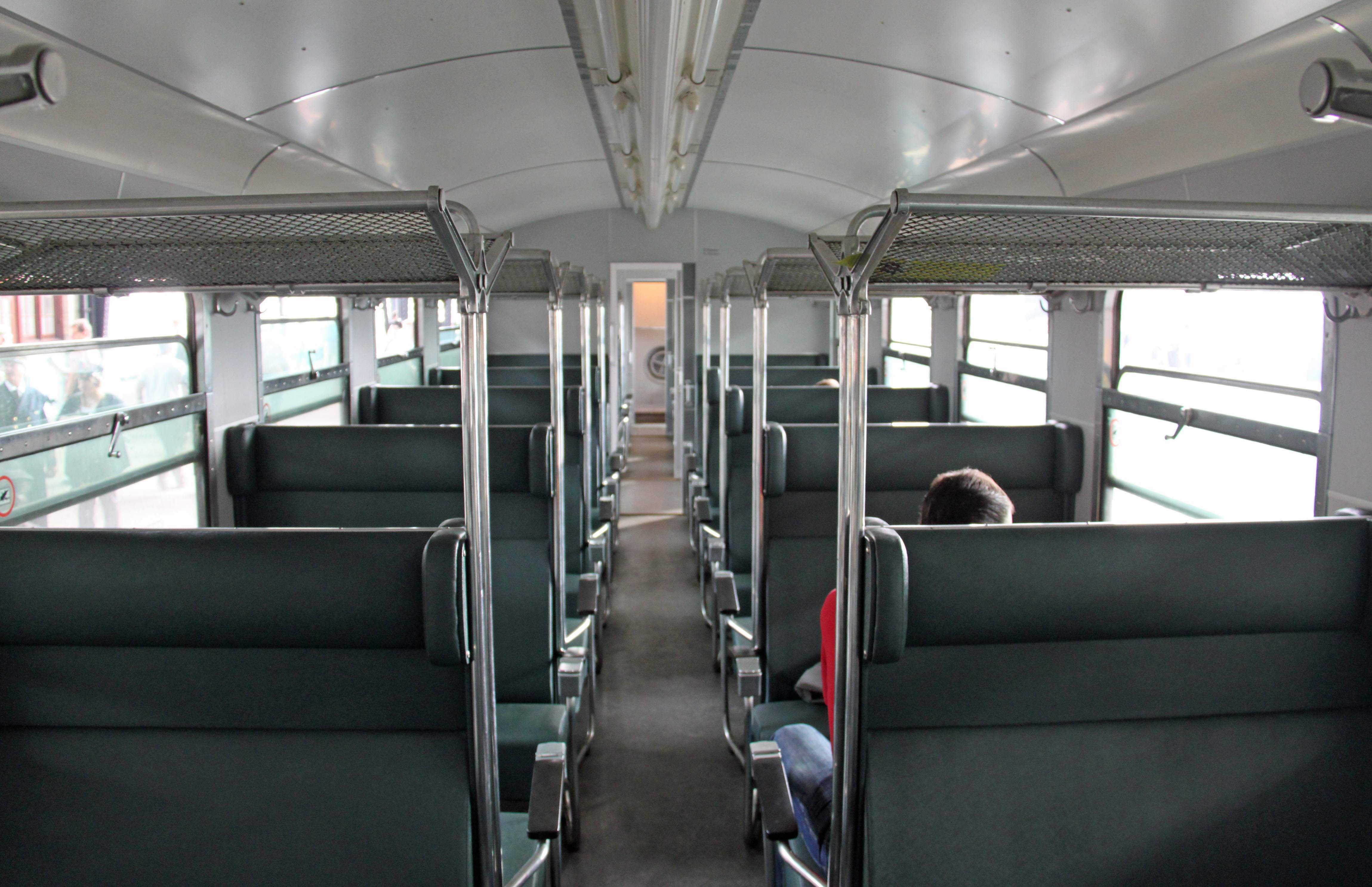
Interieur 3e klasse
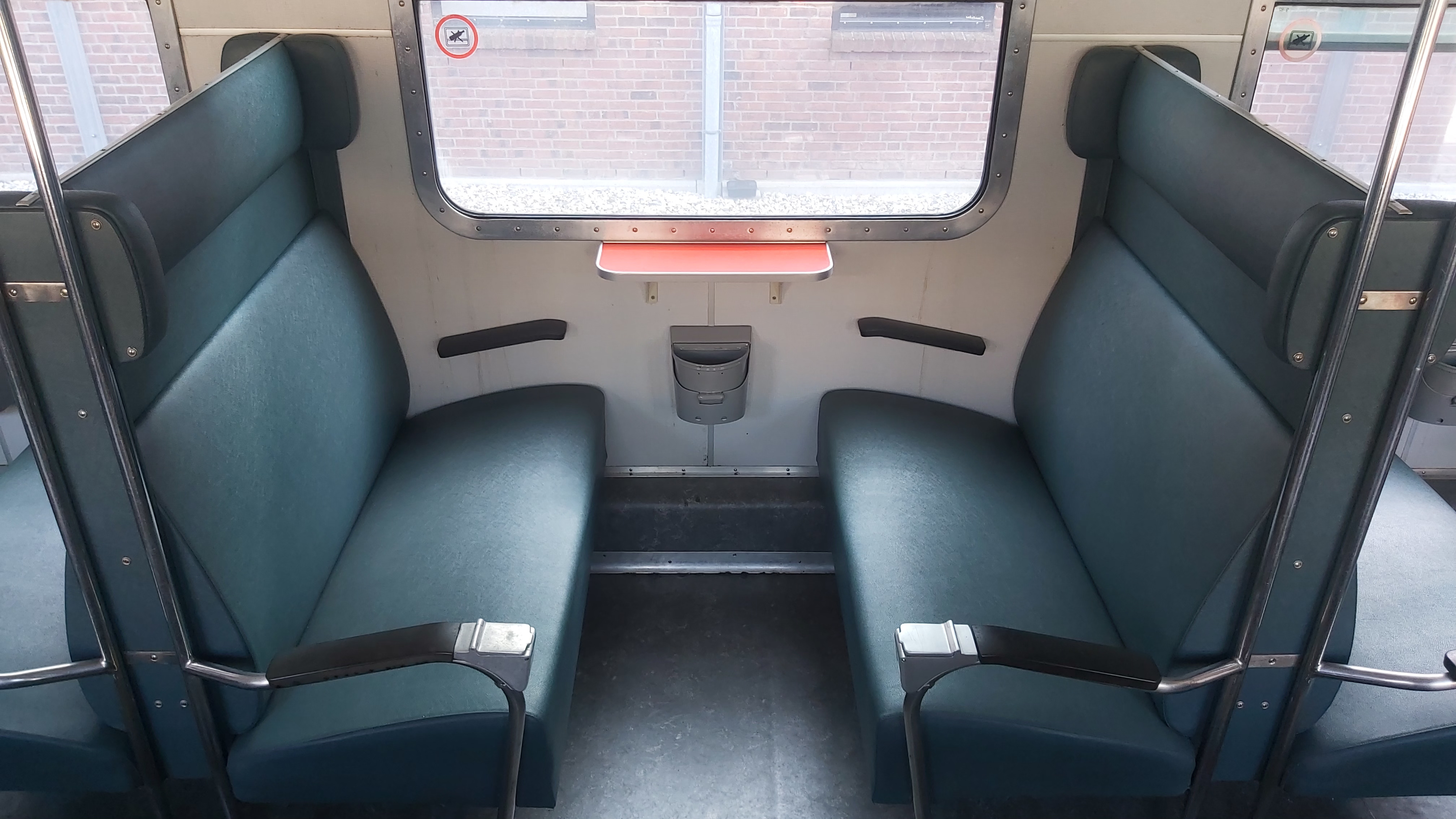
Interieur 3e klasse
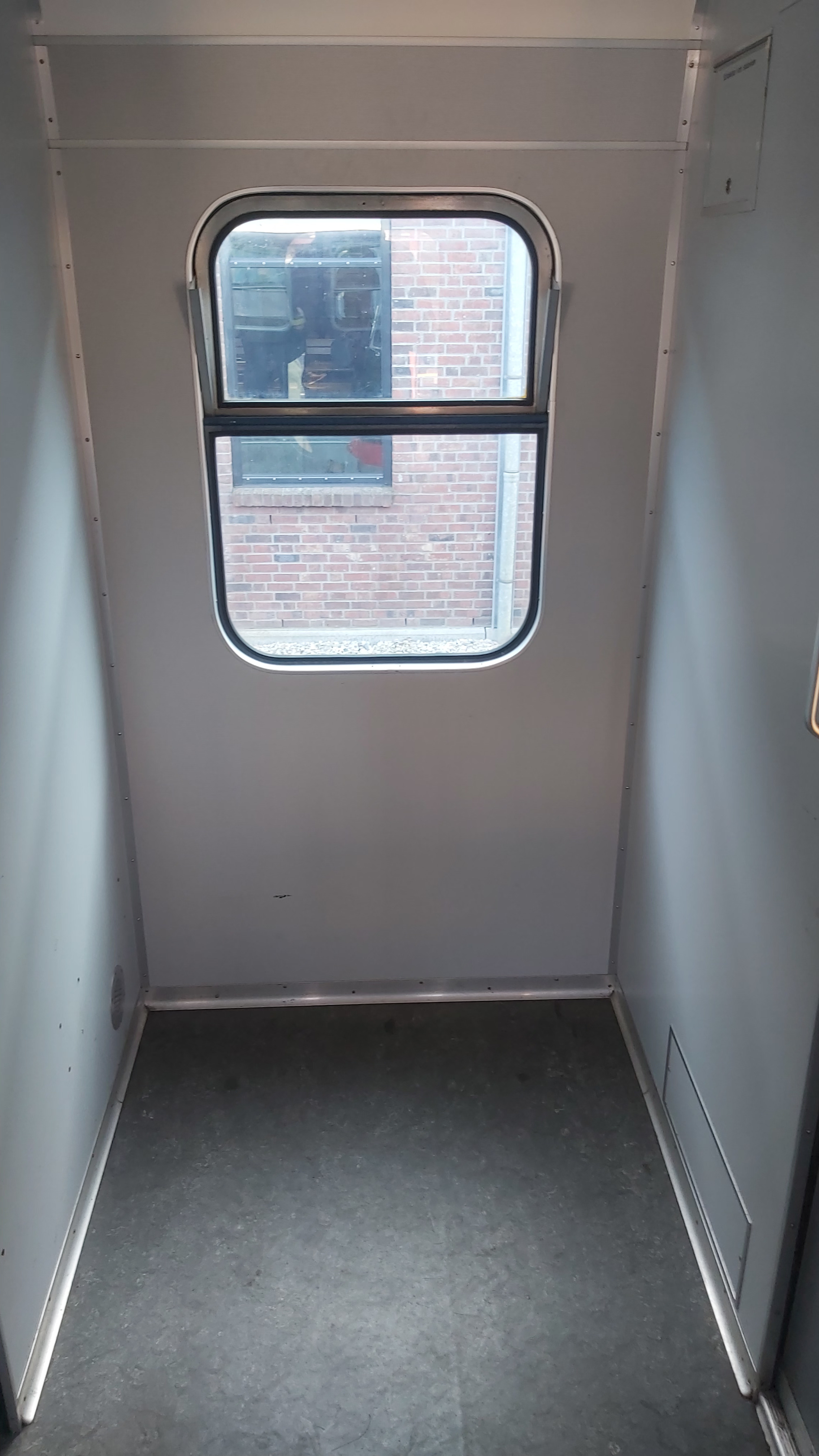
Eindbalkon zonder deuren

### Museale bestemming
Van Plan E zijn voor museumdoeleinden in totaal acht rijtuigen bewaard gebleven:
- 2 rijtuigen bij het Nederlands Spoorwegmuseum (C 6703, CKD 6910);
- 1 bij de Zuid-Limburgse Stoomtrein Maatschappij (CKD 6904)
- 5 bij de Stichting Historisch Dieselmaterieel (C 6609, C 6712, CKD 6906, CKD 6908, CKD 6918). De C 6609 en de C 6712 zijn per 18 juni 2008 overgenomen van de Veluwse Stoomtrein Maatschappij.